# Paine Wingate
Paine Wingate (ur. 14 maja 1739 w Amesbury w stanie Massachusetts, zm. 7 marca 1838 w Stratham w stanie New Hampshire) – amerykański pastor, rolnik, sędzia i polityk.
W 1788 roku brał udział w obradach Kongresu Kontynentalnego. W latach 1789–1793 reprezentował stan New Hampshire w Senacie Stanów Zjednoczonych. Następnie przez jedną dwuletnią kadencję w latach 1793–1795 reprezentował ten stan w Izbie Reprezentantów Stanów Zjednoczonych.